# تنغاصوراوات
التنغاصوراوات (الاسم العلمي: Tangasaurinae) هي أسرة من الزواحف تتبع فصيلة تنغاصورات من ثنائيات الأقواس.

## أجناس التنغاصوراوات
- التنغاصور
- الهوفاصور